# غاف رمادي
الغاف الرمادي (الاسم العلمي:Prosopis cineraria) هو نوع من النباتات يتبع جنس الغاف من الفصيلة البقولية. الاسم العلمي مكون من كلمتين الأولى وتسير إلى اسم الجنس وهو الغاف والثاني وهي كلمة لاتينية تعني الرمادي.